# Šarplaninac
Der Šarplaninac (serbisch-kyrillisch Шарпланинац, [ʃarplaˈniːnats]; mazedonisch Шарпланинец, albanisch Qeni i Sharrit) ist eine von der FCI anerkannte Hunderasse aus Serbien und Nordmazedonien (FCI-Gruppe 2, Sektion 2.2, Standard Nr. 41). 

## Herkunft und Geschichtliches
Der Šarplaninac ist eine über die Jahrhunderte entstandene Rasse, welche die Hirten im Bereich Serbiens und Nordmazedoniens als Herdenschutzhund begleitete. Er wurde nach dem an der Grenze zwischen Kosovo und Nordmazedonien gelegenen Gebirge „Šar Planina“ benannt, der erste offizielle Standard wurde 1930 aufgestellt. Die Registrierung erfolgte 1939 bei der FCI unter dem Namen Illyrischer Schäferhund (Ilirski ovčar), allerdings wurde noch nicht zwischen dem (heutigen) Šarplaninac und dem Karst-Schäferhund (Kraški ovčar) unterschieden. 1956 erfolgte die Hinterlegung des Standards mit dem Namen Šarplaninac (Jugoslovenski Ovčarski Pas – Šarplaninac; deutsch: Jugoslawischer Hirtenhund – Šarplaninac). Die Rasse verbreitete sich erst nach 1970 in Europa. Bis zu dieser Zeit war die Ausfuhr verboten.

## Beschreibung
Der Šarplaninac ist mit bis zu 62 Zentimeter Größe und 45 Kilogramm Gewicht ein mächtiger Hund, langstockhaarig mit reichlich Unterwolle. Das Haar ist einfarbig, von weiß über lohfarben und grau bis hin zu dunkelbraun, das fast schwarz aussieht. Die Ohren sind klein herabhängend.

## Wesen
Wie alle Herdenschutzhunde ist der Šarplaninac recht eigenwillig und gewohnt, Entscheidungen selber zu treffen. Er ist gutmütig, solange es geht, treu und arbeitsfreudig. Die Erziehung erfordert Fingerspitzengefühl, besonders jenseits seines angestammten Aufgabengebiets, was heute mehr denn je der Fall ist. Der Hund war in seiner Heimat oft sehr lange Zeit mit seiner Herde allein und völlig auf sich gestellt.

## Verwendung
Der Šarplaninac ist der typische Hirtenhund (Herdenschutzhund) dieser Gegend. Er agiert weitgehend selbstständig, was auch zum Schutz der Herde unbedingt wichtig ist. Seine Universalität zeigt sich darin, dass er heute auch als Wach- und Schutzhund sowohl beim Militär als auch bei der Polizei eingesetzt wird. Selbst als Familienhund zeigt er seine Qualitäten, wenn der Mensch seine Herkunft gebührend berücksichtigt.

## Rechtslage
Der Šarplaninac steht im Schweizer Kanton Tessin auf der Rasseliste der potentiell gefährlichen Hunderassen, die Haltung ist dort bewilligungspflichtig. Auch das dänische Hundegesetz enthält den Šarplaninac auf seiner Rasseliste, was ein weitgehendes Verbot von Haltung, Zucht und Einfuhr bedingt.